# Výstava Slovácka 1937

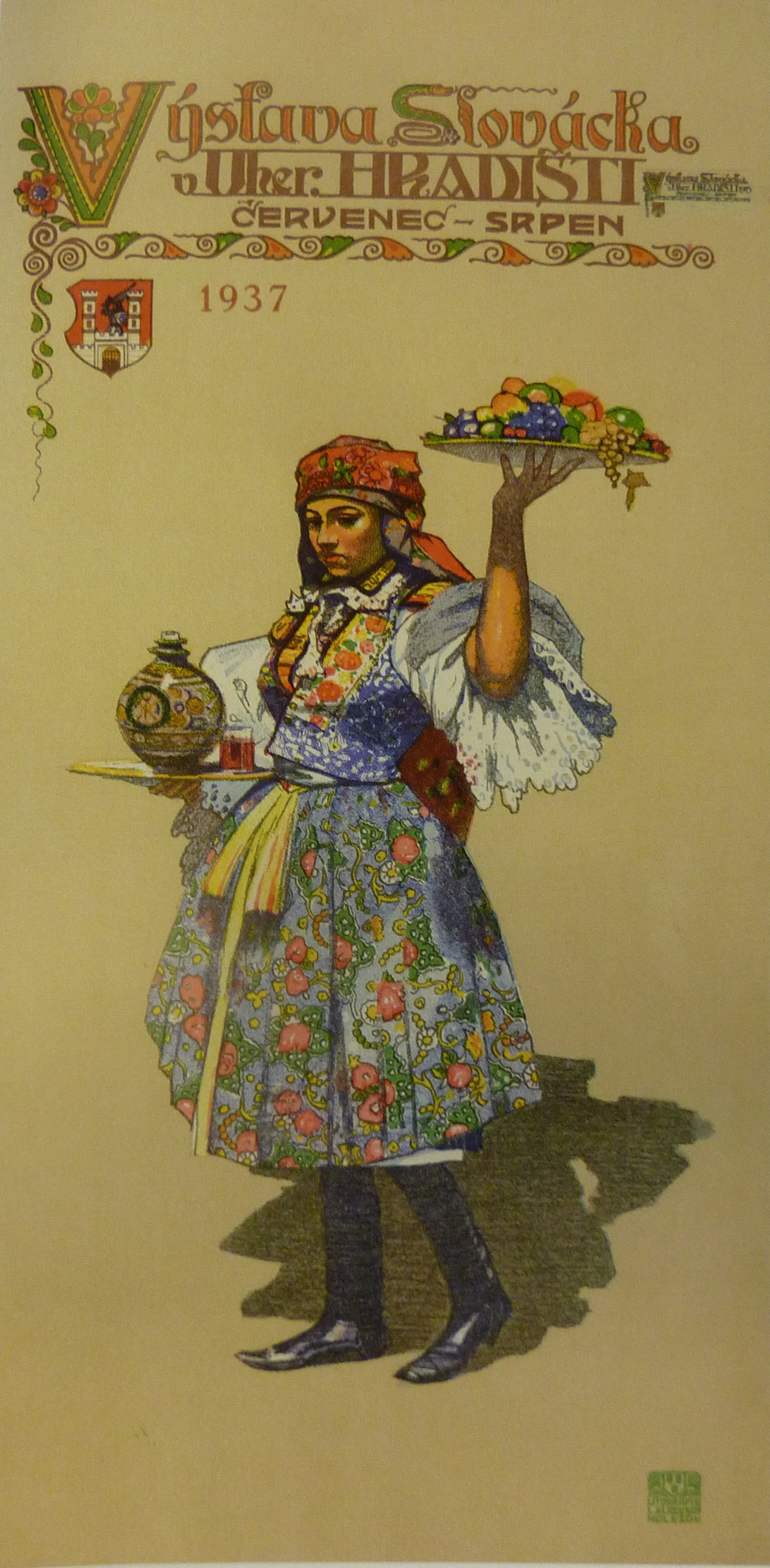
Plakát výstavy s Mařaťankou, symbolem výstavy z dílny Joži Uprky původně vytvořeným již pro výstavu na rok 1915

Národopisná a hospodářská Výstava Slovácka 1937 proběhla v Uherském Hradišti ve dnech 20. června až 22. srpna 1937. Jde o jednu z nejvýznamnějších událostí v dějinách města. Podpořila zájem o Slovácko, jeho historii a národopis mezi místními obyvateli i návštěvníky výstavy, mezi které se zařadil i prezident Edvard Beneš. Na přípravě výstavy se významně podílelo a z ní i profitovalo Slovácké muzeum. Původně bylo její uskutečnění plánováno již na rok 1915, to však znemožnila první světová válka.

## Neuskutečněná výstava 1915
Ještě v době Rakouska-Uherska v roce 1914 iniciovala skupina okolo tehdejšího uherskohradišťského starosty ing. Beneše projekt výstavy, která by ukázala veřejnosti krásu a význam Slovácka. Kromě starosty se do příprav zapojili i knihkupec a nakladatel A. Kiewetter, bílovický farář Inocenc Obdržálek, ing. Alois Jaroš, obchodník Zapletal a také členové Velehradského spolku hospodářského.
Výstava se měla uskutečnit v bývalé jezuitské zahradě – městském parku nacházejícím se mezi městskou železniční stanicí a tehdejším sídlem Slováckého muzea v areálu bývalého jezuitského kláštera na Masarykově náměstí. Součástí výstaviště měly být i budovy německého gymnázia (dnešní obchodní akademie) a měšťanských škol (dnešní 1. ZŠ Komenského). Z důvodu konání jiné podobné výstavy v Holešově v roce 1914 bylo rozhodnuto o přesunutu uherskohradišťské výstavy na rok 1915, k jejímu uskutečnění však pak již kvůli vypuknutí první světové války nedošlo.

## Výstava Slovácko 1937
Myšlenku výstavy oživili v roce 1935 členové Musejního a archeologického spolku Slovácké muzeum. S ohledem na středomoravskou výstavu připravovanou v Přerově na rok 1936 bylo rozhodnuto výstavu v Uherském Hradišti uspořádat roku 1937. Za tímto účelem bylo v roce 1936 založeno Národohospodářské družstvo Slovač. Výstavnímu výboru předsedal uherskohradišťský starosta Metoděj Garlík, dalšími členy byli přednosta okresního úřadu dr. Tomáš Bednařík, velitel hradišťské vojenské posádky plk. Antonín Ingr, ředitel Slováckého družstva hospodářského Vavřín Kučera, ředitel spořitelny Vladimír Červinka, advokáti dr. Miloslav Skácel a dr. Emil Tománek ad.

## Výstaviště

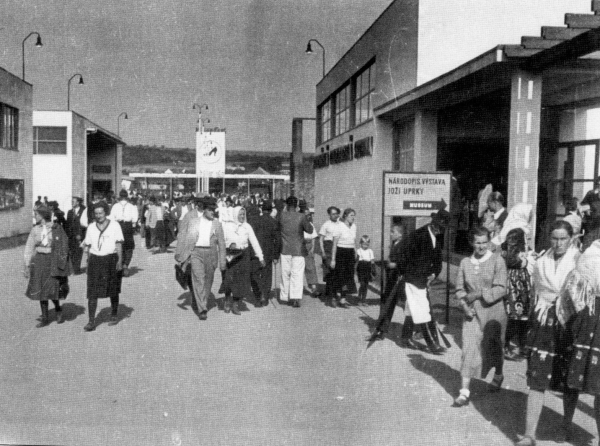
Fotografie z výstaviště

Ředitelem výstavy byl určen brněnský výtvarník Adolf Roštlapil. Ten také vyprojektoval areál výstaviště umístěný do Smetanových sadů a na území dnešního náměstí Míru. Jeho součástí bylo výstavní náměstí a 33 pavilonů, z nichž největší disponoval výstavní plochou více než 900 m². Své prostory ve Smetanových sadech přístavbou podle návrhu architekta Bohuslava Fuchse rozšířilo Slovácké muzeum a v rámci výstavy byla nedaleko v parku postavena i dodnes stojící Slovácká búda se střechou pokrytou došky a venkovním pódiem, na kterém se konala folklorní představení (obdobně jako dnes při slováckých slavnostech vína a otevřených památek). Vystavovalo se také v budovách hradišťského nádraží, škol (gymnázium, obchodní akademie, mateřská škola, měšťanské školy), dětského domova, spořitelny a Jarošovy továrny.

## Program
Hlavním cílem výstavy bylo seznámit veřejnost s historií i současností Slovácka, jeho kulturou, hospodářstvím i přírodními krásami. Důraz byl kladen na prezentaci slováckého folkloru a národopisu s cílem zabránit mizení tradic a zvyků a jejich využití pro posílení cestovního ruchu v regionu.

### Expozice
Výstava byla rozdělena do dvou bloků a ty se dále dělily do jednotlivých expozic takto:

#### Kulturně výchovný blok
- Národopis (nejvýznamnější, v budově Slováckého muzea,
 obdoba Národopisné výstavy českoslovanské v Praze 1895)
  - Lidové bydlení, obyčeje a zvyky
  - Lidové výrobky a podomácký průmysl
  - Keramika
  - Kroje a výšivky
  - Slováčtí umělci
  - Bibliografie Slovácka
- Prehistorie
- Historie
- Cyrilometodějská tradice
- Významné osobnosti
- Československá vzájemnost
- Školství a kultura na Slovácku
- Slovácko ve filmu a fotografii
- Celostátní výstava turistiky, lázeňství a rekreace Poznej svou vlast
- Výstava slováckých regionálních sborů a měst
- Pošta
- Rádio

#### Hospodářský blok
- Československé státní dráhy
- Baťa
- Západomoravské elektrárny
- Hodonínská cukrovarská skupina
- Pivovary
- Podniky potravinářského průmyslu
- Zpracování dřeva
- Výstava nábytku
- Výstava stavebních hmot
- Výstava hospodářských strojů
- Výstava obchodu a živností
- Výstava peněžnictví
- Zemědělství
  - Chov dobytka
  - Mlékařství
  - Rostlinná produkce
  - Vinařská výstava
  - Zahradnictví a ovocnářství
  - Včelařství
  - Zemědělské družstevnictví
  - Lesnictví a myslivost
  - Kynologie

### Doprovodné akce
V době konání Výstavy Slovácka proběhly v Uherském Hradišti také mnohé další doprovodné a příležitostné akce:
- národopisné slavnosti (5. a 6. července)
- soutěž selských jízd (29. června)
- sjezdy politických stran (Československá živnostensko-obchodnická strana středostavovská – 20. června, lidová strana, Republikánská strana zemědělského a malorolnického lidu, Československá strana národně socialistická ad.)
- sjezdy hospodářských, sportovních a národních korporací
- sjezd absolventů uherskohradišťské obchodní školy a obchodní akademie (28. a 29. června)

### Zapojení známých osobností
Katalog Výstavy Slovácka 1937 redigoval spisovatel Bedřich Beneš Buchlovan. V rámci národopisné výstavy bylo vystavováno dílo malíře Joži Uprky. Fotograf Karel Dvořák, který na Slovácko často zajížděl, zde ukončil svou výstavní činnost. Slovenský esperantský klub, založený v Uherském Hradišti roku 1933 malířem Rudou Kubíčkem, představoval na výstavě jazyk esperanto a při její příležitosti uspořádal 3. a 4. července „Esperantský den“ (Esperanto-Tago) se seznamovacím večerem v lidovém domě a vydal upomínkové nálepky a odznaky s nápisem v esperantu z dílny grafika Dolfy Bartošíka z Boršic u Buchlovic.

## Význam
Výstava Slovácka 1937 se toho roku stala nejvýznamnější výstavní akcí v Československu. Záštitu nad ní v květnu 1937 převzal československý prezident Edvard Beneš, který si ji v neděli 22. srpna (poslední den jejího konání) osobně spolu s manželkou přijel do Uherského Hradiště prohlédnout. Po příjezdu v 11:50 byl prezidentský pár uvítán desetitisíci místních obyvatel, město pak opustil v 16:15. Mimo areálu výstaviště navštívil také hotel Fojta (dnešní hotel Slunce), ve kterém poobědval a v jednom z jeho pokojů zřejmě i odpočíval. Slovácko pokládal Beneš z hlediska státního za významný region, vzhledem k jeho poloze při hranici českých zemí a Slovenska.
Došlo též k očekávanému povzbuzení zájmu o Slovácko z pohledů hospodářského i kulturního. Zájem o národopis na Hradišťsku rostl již od roku 1935 v souvislosti s přípravou výstavy. Např. ve Slováckém muzeu byly při přípravě exponátů textilních součástek položeny základy budoucího konzervačního oddělení. Náklady na provedení přístavby své hlavní budovy zase muzeum uhradilo právě z výtěžků Výstavy Slovácka. Družstvo Slovač pokračovalo v činnosti i po ukončení výstavy, navázalo spolupráci s nově vzniklým družstvem Slovácké lidové umění moravské (SLUM) a v roce 1945 se podílelo na založení Ústředí lidové umělecké výroby (ÚLUV), které se dále soustavně věnovalo podpoře lidové výroby.
V letech 1957 a 1979 se v Uherském Hradišti konaly podobné výstavy, žádná však již nedosáhla slávy Výstavy Slovácka 1937.